# Niarbyl
Niarbyl är en ö i Isle of Man. Den ligger i den sydvästra delen av Isle of Man, 17 km väster om huvudstaden Douglas.